# تشكيل غطاء
عندما تكون الجزيئات الموجودة على سطح خلية حقيقية النواة متحركة متشابكة، يتم نقلها إلى أحد طرفي الخلية لتشكيل «غطاء». تم اكتشاف هذه الظاهرة التي تسمى عملية تكوين الغطاء، في عام 1971على الخلايا الليمفاوية وهي خاصية للأميبا وجميع الخلايا الحيوانية الحركية باستثناء الحيوانات المنوية. يتم تحقيق الارتباط المتشابك بسهولة باستخدام جسم مضاد متعدد التكافؤ لمولد ضد سطح الخلية. يمكن تصور تكوين الغطاء عن طريق ربط مادة الفلوروفور، مثل الفلورسين  بالجسم المضاد.

## خطوات
1. يرتبط الجسم المضاد بالخلية. إذا كان الجسم المضاد غير متشابك (مثل جزء الجسم المضاد Fab)، يتم توزيع الجسم المضاد المرتبط بشكل موحد. يمكن القيام بذلك عند 0 درجة مئوية أو درجة حرارة الغرفة أو 37 درجة مئوية.
2. إذا كان الجسم المضاد متشابكًا ومرتبطًا بالخلايا عند درجة حرارة 0 درجة مئوية، فإن توزيع الأجسام المضادة يكون له مظهر غير مكتمل. هذه «البقع» عبارة عن رواسب ثنائية الأبعاد لمركب جسم مضاد - مضاد وهي مماثلة تمامًا للرواسب ثلاثية الأبعاد التي تتشكل في المحلول.
3. إذا تم تدفئة الخلايا ذات البقع، تنتقل الرقع إلى أحد طرفي الخلية لتشكيل غطاء. تستغرق عملية السد في الخلايا الليمفاوية حوالي 5 دقائق. إذا تم إجراؤه على خلايا متصلة بطبقة سفلية، فإن الغطاء يتشكل في الجزء الخلفي من الخلية المتحركة.

يحدث السد فقط على الخلايا المتحركة، وبالتالي يُعتقد أنه يعكس خاصية جوهرية لكيفية تحرك الخلايا. إنها عملية تعتمد على الطاقة ويتم تثبيطها جزئيًا في الخلايا الليمفاوية بواسطة السيتوكالاسين B (الذي يعطل الألياف الدقيقة) ولكنه لا يتأثر بالكولشيسين (الذي يعطل الأنابيب الدقيقة). ومع ذلك، فإن مزيجًا من هذه الأدوية يلغي السد. السمة الرئيسية للتغطية هي أن تلك الجزيئات فقط ذات غطاء متشابك: البعض الآخر لا يفعل ذلك.
يُنظر الآن إلى تكوين الغطاء على أنه وثيق الصلة بتجارب جسيمات الكربون في أبركرومبي. يحدث السد فقط على الخلايا المتحركة، وبالتالي يُعتقد أنه يعكس خاصية جوهرية لكيفية تحرك الخلايا. إنها عملية تعتمد على الطاقة ويتم تثبيطها جزئيًا في الخلايا الليمفاوية بواسطة السيتوكالاسين B (الذي يعطل الألياف الدقيقة ) ولكنه لا يتأثر بالكولشيسين (الذي يعطل الأنابيب الدقيقة). ومع ذلك، فإن مزيجًا من هذه الأدوية يلغي السد. السمة الرئيسية للتغطية هي أن تلك الجزيئات فقط ذات غطاء متشابك: البعض الآخر لا يفعل ذلك.
يُنظر الآن إلى تكوين الغطاء على أنه وثيق الصلة بتجارب جسيمات الكربون في أبركرومبي. في هذه الحالة، زحف الخلايا الليفية تم الاحتفاظ بها في وسط يحتوي على جزيئات كربون صغيرة (حوالي 1 ميكرومتر). في بعض الأحيان، ترتبط هذه الجسيمات بالحافة الأمامية لهذه الخلايا: عندما فعلوا ذلك، لوحظ أن الجسيمات تتحرك للخلف على السطح الظهري للخلية. لقد فعلوا ذلك في خط مستقيم تقريبًا، مع بقاء الجسيم ثابتًا في البداية فيما يتعلق بالطبقة التحتية. بدت الخلية وكأنها تنساب للأمام تحت الجسيم. في ضوء ما نعرفه عن السد، يتم تفسير هذه الظاهرة الآن على النحو التالي: من المفترض أن يكون الجسيم عالقًا في العديد من الجزيئات السطحية، مما يؤدي إلى تشابكها وتشكيل رقعة. كما هو الحال في السد، يتحرك الجسيم باتجاه الجزء الخلفي من الخلية. في هذه الحالة، زحف الخلايا الليفية تم الاحتفاظ بها في وسط يحتوي على جزيئات كربون صغيرة (حوالي 1 ميكرومتر). في بعض الأحيان، ترتبط هذه الجسيمات بالحافة الأمامية لهذه الخلايا: عندما فعلوا ذلك، لوحظ أن الجسيمات تتحرك للخلف على السطح الظهري للخلية. لقد فعلوا ذلك في خط مستقيم تقريبًا، مع بقاء الجسيم ثابتًا في البداية فيما يتعلق بالطبقة التحتية. بدت الخلية وكأنها تنساب للأمام تحت الجسيم. في ضوء ما نعرفه عن السد، يتم تفسير هذه الظاهرة الآن على النحو التالي: من المفترض أن يكون الجسيم عالقًا في العديد من الجزيئات السطحية، مما يؤدي إلى تشابكها وتشكيل رقعة. كما هو الحال في السد، يتحرك الجسيم باتجاه الجزء الخلفي من الخلية.

## الآليات المقترحة

### «تدفق»
اعتقد أبيركرومبي أن جسيم الكربون هو علامة على سطح الخلية وسلوكه يعكس ما يفعله السطح. قاده ذلك إلى اقتراح أنه، عندما تتحرك الخلية يُضاف غشاء من المخازن الداخلية في مقدمة الخلية - مما يتيح للخلية أن تمتد للأمام - ويتم استعادته باتجاه مؤخرة الخلية. تم تعديل عملية إفراز الخلايا في مقدمة الخلية والالتقام الخلوي في مكان آخر بواسطة بريتشر. أظهر هو وهوبكنز أن الغشاء المحدد الذي تم إلقامه بواسطة حفر مغلفة على الخلايا المتحركة يتم إرجاعه عن طريق طرد الخلاياعلى سطح الخلية عند الحافة الأمامية. يؤدي الاختلاف المكاني بين مواقع خروج الخلايا (في المقدمة) والالتقام الخلوي (في كل مكان على السطح) إلى تدفق مصفوفة غشاء البلازما - الدهون - من الأمام إلى الخلف. الأجسام الكبيرة، مثل البقع ستنجرف مع هذا التدفق، في حين أن الجزيئات الصغيرة غير المتشابكة ستكون قادرة على الانتشار بالحركة البراونية ضد التدفق وبالتالي تتجنب الانجراف للخلف. ومن هنا في هذه النظرية، الحاجة إلى التشابك. اقترح بريتشر أن خروج الخلايا في الخلايا الثابتة يكون عشوائيًا - وبالتالي هناك فرق كبير بين الخلايا المتحركة وغير المتحركة.

### «الهيكل الخلوي»
وجهة نظر بديلة هي أن البقع يتم نقلها إلى الجزء الخلفي من الخلية عن طريق الارتباط المباشر بالهيكل الخلوي للأكتين. الآلية الجزيئية لكيفية تحقيق ذلك غير واضحة؛ لأنه عندما يتم تشابك الجليكوليبيدات أو البروتينات المرتبطة بـ GPI (في الطبقة الأحادية الخارجية للطبقة ثنائية الطبقة السطحية للخلية)، فإنها تغلق تمامًا مثل أي بروتين سطحي. نظرًا لأن هذه الجزيئات لا يمكنها التفاعل بشكل مباشر مع الهيكل الخلوي الأكتين السيتوبلازمي، فإن هذا المخطط يبدو غير مرجح.

### «مجرفة»
يشير مخطط ثالث بواسطة دي بيتريس، إلى أن الخلية المتحركة تمزق سطحها باستمرار من الأمام إلى الخلف: أي تكتلات (ولكن ليس الجزيئات غير المتشابكة) التي يتم التقاطها في أسنان المجرفة يتم نقلها إلى الجزء الخلفي من الخلية. في هذا المخطط، لم يتم تحديد طبيعة أسنان أشعل النار ولكن يمكن، على سبيل المثال، أن تكون إنتغرينات سطحية تعمل غالبًا كأقدام الخلية لربطها بالركيزة. يمكن توفير القوة المطلوبة لإشعال السطح بواسطة الهيكل الخلوي للأكتين.

### «تصفح»
يقترح مخطط رابع، بواسطة هيويت، أن الخلايا المتحركة لها موجات خلفية على أسطحها: بقع، وليس جزيئات مفردة، تصبح مقيدة في هذه الموجات وبالتالي يتم نقلها إلى الجزء الخلفي من الخلية.